# 하늘 가는대로
《하늘 가는대로》(일본어: 宙のまにまに)는 가시와바라 마미(柏原麻実)가 일본 고단샤의 만화 월간지 《월간 애프터눈》에서 연재해온 작품이다. 일본에서는 2011년 9월을 기하여 전10권의 출판이 완료되었고, 대한민국에서도 북박스에서 《하늘 가는대로》라는 제목으로 2008년 6월 현재 4권까지 출판하였다. 2009년 7월부터 9월까지 일본에서 애니메이션으로 방영되었다.

## 줄거리
주인공인 오야기 사쿠는 예전에 살고 있던 마을로 이사온 고교생이다. 그는 독서를 좋아하여, 조용하고 평범한 고등학교 생활을 바라고 있었다. 그러나, 그런 꿈을 안고 소에이 고등학교에 입학한 주인공의 앞에 나타난 것은, 예전에 이 마을에 살고 있을 때의 소꿉친구, 아케노 미호시였다. 주인공한테 미호시와의 과거는 트라우마로 남아 있었다. 그러다가, 주인공은 미호시가 만든 천문부에 들어가게 된다.

## 등장인물
등장인물의 성명 표기는 정식 한국어판 만화책을 따랐다.

### 소에이 고등학교 천문부
오야기 사쿠(大八木 朔)
성우 : 마에노 토모아키 (소년시절성우 : 하야미 사오리)
본 작품의 주인공. 고등학교 1학년(등장 시). 부친의 단신 부임으로 어머니와 둘이서 살고 있다. 문학, 독서를 좋아한다. 미호시와는 소꿉친구이며 이전에는 미호시를 미짱이라고 불렀다.
어릴 적부터 아버지의 전근 때문에 각지로 이사를 다니던 중에 미호시와 만났다. 그 즈음 나무에서 떨어진 미호시를 구하려다 팔이 골절되고, 바로 뒤의 전근에 미호시가 배웅을 해주지 않은 게 사쿠의 트라우마가 된다. 고등학교에서 재회했을 때, 그 트라우마 때문에 미호시를 거부하나 오해가 풀리고 천문부에 입부한다. 원래 눈에 띄지 않기 위해 노력하나 미호시 때문에 눈에 띄는 존재가 된다.
문화제 전에 소마와 미호시의 관계를 질투(연애적인 관계는 아니다.)하여 천문부(보다는 미호시)와 거리를 두지만 소마와 히메, 고토즈카의 조언으로 극복한다.
별과 관계된 취미는 별로 가지고 있지 않았으나 천문부의 활동을 통해 서서히 별의 취미를 가지게 된다.
여자에게 인기가 있으나 연애에 흥미를 보이지 않으며 히메의 마음도 모르고 있다.
학생들은 미호시와 사귀고 있는 것으로 알고 있다.
이름의 사쿠는 하기와라 사쿠타로에서 가져왔으며 〈사쿠〉에는 월령0, 초승달의 의미도 있다.
마지막 번외편에서는 사쿠와 그 동기들이 전부 고등학교와 대학을 졸업하고 각자의 분야로 나아간다.
아케노 미호시(明野 美星)
성우 : 이토 카나에
이 작품의 여자 주인공이다. 소에이 고등학교 2학년생이며, 사쿠보다는 1살이 더 많다. 사쿠에게 호의를 지니고 있다. 별을 엄청나게 좋아한다. 주체할 수 없을 정도로 파워가 넘치며, 옥상에서 확성기로 천문부 입부 권유를 한 적이 있다. 별이나 사쿠를 생각하면 폭주하는 경향이 있다.
야라이 사요(矢来 小夜)
성우 : 하야미 사오리
미호시의 친구이다. 미호시의 폭주를 멈추는 역할을 하며, 미호시와는 초등학교 4학년 때부터 친구였다. 미호시 덕분에 별을 좋아하게 되었다. 집이 불교사찰이다.
마키타 히메(蒔田 姫)
성우 : 토마츠 하루카
사쿠의 반 친구이다(일반과 1학년 2반). 사쿠가 미호시와 사귀는 사이가 아니란 걸 알게 되고 바로 천문부에 입부하였다. 고입 시험을 보러 가던 중, 우연히 사쿠를 만나게 되어, 그 때부터 사쿠를 좋아한다. 머리카락이 곱슬머리라, 초등학교 때 별명이 ‘빠글이(ドリフ)’였다. 사랑의 라이벌인 미호시를 ‘노땅 선배(年増センパイ)’라고 부르고 있다.
에도가와 마사시(江戸川 正志)
성우 : 타카기 레이코
사쿠의 반 친구이다(일반과 1학년 2반 4번). 사진부지만, 미호시와 사요 때문에 천문부에도 들락거리고 있다. 사진부 입부 이유는 한달에 한번 있는 수영복 사진 촬영회 때문이다. 여름 합숙 때, 천체 사진 촬영법을 천문부원들에게 가르쳐 줬다.
로마 타케야스(路万 健康)
성우 : 마지마 쥰지
천문부 부장이며, 3학년생이다. 엄청나게 허약하다.
오사카베 에미
후지무라 하루키
사쿠들이 한 학년씩 진급했을 때 신입생으로 천문부 신입부원.
소마 노조무(草間 望)
성우 : 마츠카제 마사야
천문부 고문 선생님이다. 세계사를 가르치고 있으며, 일반과 1학년 2반의 담임 선생이기도 하다. 2학기 시작과 동시에 원래 담임 선생이었던 요시카와 선생을 대신해서 소에이 고등학교로 왔다. 미호시는 '소마 오빠'라고 부르고 있다.

### 학생회, 문예부
코토즈카 후미에(琴塚 文江)
성우 : 코시미즈 아미
학생회장이다. 미호시는 '후밍'이라고 부르고 있으나, 본인은 매우 싫어한다. 작년에 1학년임에도 불구하고, 학생회장에 당선되었다. 미호시를 적대시한다. 문예부원이기도 하다. 안경을 쓰고 있으며, 시력은 매우 나쁜 편이다. 가슴이 상당히 커서, 가슴 밑에 (그림자)톤이 들어가는 유일한 캐릭터이다.
하라구치(原口)
성우 : 테라시마 타쿠마
학생회 서기이다.
요시나리(吉成), 이즈미(和泉)
성우 : 하야마 이쿠미, 사사키 노조미
문예부 여학생들이다. 1학년이며, 둘 다 안경을 쓰고 있다.

### 사쿠의 반 친구들
아다치(あだち)
보통과 1학년 2반 1번.
타카나시 유카리(高梨 ゆかり)
성우 : 후사가미 마이
보통과 1학년 2반 24번. 사쿠를 좋아한다.
마토바 요코(的場 洋子)
성우 : 코토부키 미나코
보통과 1학년 2반 29번. 유카리의 친구다.
니시모토 하루히코(西本 ハルヒコ)
보통과 1학년 2반. 학년 초에는 눈에 띄지 않다가, 어느 날 갑자기 스타일이 확 달라져서 반의 화제 인물로 떠올랐다. 사쿠는 이때 분위기에 묻어가려 했으나, 미호시의 습격(?)으로 실패했다.

### 현내 고교 천문 네트워크

#### 노기시로 고등학교
오우미 아유미(近江あゆみ)
성우 : 사와시로 미유키
노기시로 고교 천문부 부장. 3학년이며 현내 천문부와 천문 서클의 현내 고교 천문네트워크, 고천네트에 참가할 것을 소에이 고등학교에 제안한다. 어릴 때에 소에이 고등학교의 로마와 같은 고시마과학의 천문클럽에 속해있었다.
사쿠라가와(桜川)
성우 : 이세 마리야
노기시로 고교 천문부 부부장으로 부장인 오우미와 친하다.
무사(武佐)
성우 : 오노 다이스케
노기시로 고교 2학년이며 경음악부에 속해있으나 합숙이나 관측회 같은 이벤트에만 참가하고 있다.
마이바라
성우 : 유키 아오이
천문부의 비서 같은 존재로 키가 다소 작은 편이다.
미야마에
성우 : 후치가미 마이
야하타 키요미(八幡清美)
성우 : 코토부키 미나코
오우미 등 이 졸업한 이후 새로운 천문부장이 된다. 마지막 번외편에서는 모 천문대의 플라네타륨 설명사가 된다.

#### 다카미 여자 고등학교
가와무라 아키나
성우 : 타카모토 메구미
미나미 사유리
성우 : 다카가키 아야히
시라토리 료코
가와무라와 미나미가 졸업한 이후 새 천문부장이 된다.

### 기타 등장인물
오야기 카호루(大八木 かほる)
성우 : 타카기 레이코
사쿠의 엄마. 현재 만 41세이다.
하토리 하루코(羽鳥 晴子)
성우 : 챤 리메이
코스기노시 어린이 우주과학관의 직원이며, 플라네테리움에서 해설을 맡고 있다. 20대 후반이며, 미호시와 사요와는 알고 지내던 사이다.
마키타 미키(蒔田 美妃)
성우 : 타카가키 아야히
히메의 언니. 히메의 머리카락을 습도계 대신으로 쓴다.
마유, 에미리
성우 : 후사가미 마이, 코토부키 미나코
히메의 친구들. 히메의 사랑을 응원하고 있다.
에도가와 미쿠(江戸川 みく)
성우 : 아이카와 쥬리
에도가와 마사시의 동생으로 여동생인 레나가 소에이 고등학교 축제에 가자고 조르자 동생과 함께 축제에 간다. 오빠에게는 불만이 있는 듯 하며 소에이 고등학교 진학이 유력시되고 있다.(물론 본인은 일체 언급하지 않고 그 부모의 예상이다.)
에도가와 레나(江戸川 れな)
에도가와 마사시의 동생으로 언니인 미쿠를 졸라 소에이 고등학교 축제에 놀러온다.
다카토 미와코
사쿠의 옛날 친구. 지금은 레스토랑을 경영하고 있다.

## 작품의 활동 무대
소에이 고등학교(蒼栄 高校)
주인공들이 다니는 고등학교이다.
코스기노시 어린이 우주과학관(小杉野市こども宇宙科学館)
플라네테륨을 보유하고 있으며, 여기서 하루코가 해설을 하고 있다. 20cm의 굴절식 천체망원경을 보유하고 있다.
노기시로 고등학교(野木城 高校)
현내 고교 천문 네트워크의 총본부로서 관측회를 개최한다. 옥상에 20cm의 굴절식 천체망원경을 보유해 소에이 고등학교 천문부를 주눅들게 한다.

## 출판 정보
단행본
| 권수 | 일본어판 발행일 ISBN                    | 비고                                 | 한국어판 발행일 ISBN                   | 비고                        |
| ---- | --------------------------------------- | ------------------------------------ | -------------------------------------- | --------------------------- |
| 1    | 2006년 6월 23일 ISBN 4-06-314417-8      | 지음 : 가시와바라 마미 펴냄 : 고단샤 | 2007년 9월 29일 ISBN 978-89-255-1325-6 | 번역 : 오경화 펴냄 : 북박스 |
| 2    | 2006년 12월 22일 ISBN 4-06-314439-9     | 지음 : 가시와바라 마미 펴냄 : 고단샤 | 2007년 9월 29일 ISBN 978-89-255-1326-3 | 번역 : 오경화 펴냄 : 북박스 |
| 3    | 2007년 7월 23일 ISBN 4-06-314461-5      | 지음 : 가시와바라 마미 펴냄 : 고단샤 | 2007년 11월 2일 ISBN 978-89-255-1369-0 | 번역 : 오경화 펴냄 : 북박스 |
| 4    | 2008년 3월 21일 ISBN 978-4-06-314495-6  | 지음 : 가시와바라 마미 펴냄 : 고단샤 | 2008년 6월 3일 ISBN 978-89-255-1910-4  | 번역 : 오경화 펴냄 : 북박스 |
| 5    | 2008년 9월 22일 ISBN 978-4-06-314528-1  | 지음 : 가시와바라 마미 펴냄 : 고단샤 | 미발행                                 |                             |
| 6    | 2009년 4월 23일 ISBN 978-4-06-314560-1  | 지음 : 가시와바라 마미 펴냄 : 고단샤 | 미발행                                 |                             |
| 7    | 2009년 11월 20일 ISBN 978-4-06-310607-7 | 지음 : 가시와바라 마미 펴냄 : 고단샤 | 미발행                                 |                             |

관련서적
| 제목 | 발행일          | ISBN                   | 비고                                 |
| --- | --------------- | ---------------------- | ------------------------------------ |
| 하늘 가는대로 천체관찰〈초〉입문 기재가 없어도 괜찮아! (宙のまにまに 天体観察〈超〉入門 機材ゼロでも大丈夫!) | 2009년 8월 21일 | ISBN 978-4-06-364783-9 | 지음 : 가시와바라 마미 펴냄 : 고단샤 |

## 애니메이션
2009년 7월부터 9월에 걸쳐, AT-X 및 독립 UHF 각 방송국에서 방송(전 12화). TV 사이타마를 제외한 각 방송국의 방송 개시일은 7월 7일(칠석)로 통일되었다.
밤하늘의 작화는 다른 일반 애니메이션에서는 스패터링등의 수법에 의해 적당하게 그린 것이 많지만 본 작품에서는 원작자 가시와바라 마미와 제작 스태프가 실제로 천체관측을 실행해서 자세하게 그려냈다.

### 스태프
- 감독 : 타카마츠 신지
- 캐릭터 디자인・총작화감독 : 와타나베 하지메
- 미술감독 : 네모토 쿠니아키
- 촬영감독 : 사이토 히로시
- 음향감독 : 이와나미 요시카즈
- 음악 : CooRie, 오오쿠보 카오루
- 애니메이션 제작 : STUDIO COMET
- 제작 : 쇼에이고교 천문부
(Marvelous Entertainment, Sony Pictures Entertainment, AT-X, PONY CANYON, Lantis)

### 주제가
여는 곡《Super Noisy Nova》<1~12화, 12화 여는 곡>
작사 : 하타 아키
작곡 : rino
편곡 : 니지네
노래 : Sphere
닫는 곡《星屑のサラウンド》(별가루의 서라운드) <1~3화, 5화~8화, 10화~11화, 12화 삽입곡>
작사・작곡 : rino
편곡 : 오오쿠보 카오루
노래 : CooRie
닫는 곡《闇に咲く星のように》(어둠에 피어나는 별처럼) <4화>
작사・작곡 : rino
편곡 : 오오쿠보 카오루
노래 : CooRie
삽입곡《星のしずく》(별의 물방울) <9화>
작사・작곡 : rino
편곡 : 오오쿠보 카오루
노래 : CooRie

### 방영 목록
| 화수 | 부제(한국어)          | 부제(일본어)            | 각본          | 콘티                        | 연출                            | 작화감독              |
| ---- | --------------------- | ----------------------- | ------------- | --------------------------- | ------------------------------- | --------------------- |
| 1    | 천문부에 어서 오세요! | 天文部へようこそ!       | 타카마츠 신지 | 타카마츠 신지               | 요시무라 아이                   | 하라 유미코           |
| 2    | 퍼스트 스타           | ファーストスター        | 타카마츠 신지 | 야마모토 유스케             | 츠다 나오카츠                   | 코이즈미 하츠에       |
| 3    | 플라네타리움          | プラネタリウム          | 타카마츠 신지 | 오카무라 마사히로           | 오카무라 마사히로               | 카와시마 나오         |
| 4    | 새벽녘까지            | 夜明けまで              | 타카마츠 신지 | 토미사와 노부오             | 오야마다 케이코                 | 시시도 쿠미코         |
| 5    | 단어의 별             | 言葉の星                | 타카마츠 신지 | 오오세도 사토시             | 오오세도 사토시                 | 카지우라 신이치로     |
| 6    | 잘부탁해              | よろしく                | 타카마츠 신지 | 요시무라 아이               | 요시무라 아이                   | 하라 유미코           |
| 7    | 달과 금목서           | 月とキンモクセイ        | 타카마츠 신지 | 모리와키 마코토             | 모리와키 마코토                 | 유카와 쥰 오다 마유미 |
| 8    | 일루미네이트 그라운드 | イルミネイト グラウンド | 타카마츠 신지 | 츠다 나오카츠               | 야마모토 텐시                   | 코이즈미 하즈에       |
| 9    | 고교 천문 네트워크    | 高校天文ネットワーク    | 타카마츠 신지 | 오카무라 마사히로           | 오카무라 마사히로               | 카와시마 나오         |
| 10   | 함께                  | いっしょに              | 타카마츠 신지 | 토미사와 노부오             | 토미사와 노부오 오야마다 케이코 | 시시도 쿠미코         |
| 11   | 그건 하얀 눈처럼      | それは白い雲のように    | 타카마츠 신지 | 오오세도 사토시             | 오오세도 사토시                 | 카지우라 신이치로     |
| 12   | 밤하늘 루프           | 星空ループ              | 타카마츠 신지 | 요시무라 아이 타카마츠 신지 | 요시무라 아이                   | 하라 유미코           |

DVD상영특전 (TV미방영 에피소드)
| 순번 | 부제(한국어)  | 부제(일본어)       | 각본 | 콘티          | 연출          | 작화감독        | 수록 권수 |
| ---- | ------------- | ------------------ | ---- | ------------- | ------------- | --------------- | --------- |
| 1    | 서머 메모리즈 | サマーメモリーズ   | -    | 타카마츠 신지 | 타카마츠 신지 | 와타나베 하지메 | Vol.1     |
| 2    | 유성 디스턴스 | 流星ディスタンス   | -    | 타카마츠 신지 | 타카마츠 신지 | 와타나베 하지메 | Vol.3     |
| 3    | 트윙클 스타   | トゥインクルスター | -    | 타카마츠 신지 | 타카마츠 신지 | 와타나베 하지메 | Vol.5     |

### DVD
| 권                         | 발매일           | 수록 에피소드                                                                                   |
| -------------------------- | ---------------- | ----------------------------------------------------------------------------------------------- |
| 《하늘 가는대로》DVD Vol.1 | 2009년 9월 2일   | 제 1화〈천문부에 어서 오세요!〉/ 제 2화〈퍼스트 스타〉 DVD 오리지널 애니메이션〈서머 메모리즈〉 |
| 《하늘 가는대로》DVD Vol.2 | 2009년 9월 25일  | 제 3화〈플라네타리움〉/ 제 4화〈새벽녘까지〉 〈설레임자리 유성군☆〉                             |
| 《하늘 가는대로》DVD Vol.3 | 2009년 10월 21일 | 제 5화〈단어의 별〉/ 제 6화〈잘부탁해〉 DVD 오리지널 애니메이션〈유성 디스턴스〉                |
| 《하늘 가는대로》DVD Vol.4 | 2009년 11월 25일 | 제 7화〈달과 금목서〉/ 제 8화〈일루미네이트 그라운드〉 〈Dive to the sky〉                      |
| 《하늘 가는대로》DVD Vol.5 | 2009년 12월 16일 | 제 9화〈고교 천문 네트워크〉/ 제 10화〈함께〉 DVD 오리지널 애니메이션〈트윙클 스타〉            |
| 《하늘 가는대로》DVD Vol.6 | 2010년 1월 20일  | 제 11화〈그건 하얀 눈처럼〉/ 제 12화〈밤하늘 루프〉                                             |

### 라디오
TV애니메이션 《하늘 가는대로》Web 라디오 〈하늘 가는대로☆방송실〉이라는 제목으로 TV애니메이션 공식 사이트 내에서 2009년 6월 30일부터 2009년 9월 29일까지 격주 화요일에 갱신되었다. (전8회)
또, DVD 초회판에 라디오 CD〈하늘 가는대로☆방송실〉DVD 출장판!으로 수록되어 있다.
진행자
이토 카나에 (아케노 미호시 역), 하야미 사오리 (야라이 사요 역)
게스트
1. 3화・4화 : 마지마 쥰지 (로마 타케야스 역)
2. 7화・8화 : 마에노 토모아키 (오야기 사쿠 역)